# Der Stoff, aus dem die Helden sind
Der Stoff, aus dem die Helden sind ist ein US-amerikanischer Spielfilm von Philip Kaufman aus dem Jahr 1983. Die Filmhandlung basiert auf dem Buch Die Helden der Nation (The Right Stuff) von Tom Wolfe. Die Hauptrollen sind besetzt mit Sam Shepard, Scott Glenn, Ed Harris, Dennis Quaid und Fred Ward.

## Inhalt
Der Film erzählt die Geschichte der amerikanischen Luft- und Raumfahrt vom Beginn des Überschallflugs bis zum Ende des Mercury-Programms, das den Anfang der amerikanischen Eroberung des Weltraums darstellen sollte. Der Film gibt einen Eindruck vom Pioniergeist der damaligen Zeit, vom Leben der Piloten und Raumfahrer und ihrer Familien und von den Risiken, die eingegangen, und den Anstrengungen, die unternommen wurden, um die gesteckten Ziele zu erreichen.

## Sonstiges
Chuck Yeager, der im Film von Sam Shepard gespielt wird, hat einen Cameo-Auftritt als Barmann. Harry Mathias führte die Steadicam.

## Kritik
„Bilder und Bilderrhythmen, prägnante Farben, physisch präsente Typen und Oberflächen-Effekte, Dialoge, Geräusche und Musik. Allein damit verbindet Kaufman aufklärende Kritik und märchenhafte Huldigung; er verbindet Parodistisches mit Mythischem, Episches mit Anekdotischem; er verbindet sogar Momente der Attraktionsmontage mit Passagen eines eher elegischen Schnitts.“

„Ein sowohl von spöttischer Ironie als auch von ehrlicher Bewunderung für diese ‚Helden der Nation‘ geprägter Film, der dank der mitreißenden Darstellung der extremen Flüge bis zum Schluß spannend bleibt.“

## Auszeichnungen
Der Film war 1984 für acht Oscars nominiert und wurde mit vier Oscars in den folgenden Kategorien ausgezeichnet:
- Originalmusik: Bill Conti
- Schnitt: Glenn Farr, Lisa Fruchtman, Stephen A. Rotter, Douglas Steward, Tom Rolf
- Ton: Mark Berger, Tom Scott, Randy Thorm, David MacMillan
- Toneffektschnitt: Jay Boekelheide

2013 erfolgte die Aufnahme in das National Film Registry.
Die Deutsche Film- und Medienbewertung FBW in Wiesbaden verlieh dem Film das Prädikat „wertvoll“.